# Matt Terry
Matt Terry (Bromley, Gran Londres; 20 de mayo de 1993) es un cantante británico. Ganó la decimotercera temporada de The X Factor en 2016. Su primer sencillo, "When Christmas Comes Around", fue publicado en Reino Unido el 11 de diciembre de 2016 y posicionado en el número tres en la UK Singles Chart.

## Carrera

### 2016–presente: TheX Factor
Terry audicionó para la decimotercera temporada de The X Factor en 2016, cantando "Stand by Me" de Ben E. King, con el cual obtuvo el máximo de cuatro síes de los jueces. Terry fue colocado en la categoría "chicos" y alcanzó los shows en vivo, donde fue mentorado por Nicole Scherzinger. Tras las eliminaciones de Freddy Parker en la semana dos y Ryan Lawrie en la semana siete, Terry se convirtió en el último acto de Scherzinger en la competencia.
Terminó entre los dos últimos en la semana 9 y se enfrentó en un duelo de canto contra Emily Middlemas, pero fue salvado por tres de los cuatro jueces.[cita requerida]
El 11 de diciembre de 2016, se coronó como el ganador de The X Factor 2016, derrotando a Saara Aalto, convirtiéndose en el segundo ganador, después de James Arthur, en estar entre los dos últimos en alguna ocasión. Inmediatamente lanzó su sencillo ganador, "When Christmas Comes Around", una canción original escrita por Ed Sheeran. Es sólo la segunda vez que el ganador ha lanzado una canción original, el primero es el ganador de la segunda temporada Shayne Ward, quién lanzó su sencillo "That's My Goal". Después de su victoria, Terry firmó con RCA Records.
| The X Factor presentaciones y resultados[cita requerida] | The X Factor presentaciones y resultados[cita requerida] | The X Factor presentaciones y resultados[cita requerida] | The X Factor presentaciones y resultados[cita requerida] |
| Show                                                     | Canción                                                  | Resultado                                                |                                                          |
| -------------------------------------------------------- | -------------------------------------------------------- | -------------------------------------------------------- | -------------------------------------------------------- |
| Audiciones                                               | "Stand by Me"                                            | Avanza a campo de entrenamiento                          |                                                          |
| Campo de entrenamiento                                   | "See you again" (con Tom y Laura, y Aeron Herrero)       | Avanza a reto de las seis sillas                         |                                                          |
| Reto de las seis sillas                                  | "When I Was Your Man"/"Secret Love Song"                 | Avanza a casas de los jueces                             |                                                          |
| Casas de los jueces                                      | "She's Out Of My Life"                                   | Avanza a shows en vivo                                   |                                                          |
| Show en vivo 1                                           | "You Don't Own Me"                                       | Seguro                                                   |                                                          |
| Show en vivo 2                                           | "I Heard it Through the Grapevine"                       | Seguro                                                   |                                                          |
| Show en vivo 3                                           | "I'll Be There"                                          | Seguro                                                   |                                                          |
| Show en vivo 4                                           | "I Put a Spell on You"                                   | Seguro                                                   |                                                          |
| Show en vivo 5                                           | "I'm Your Man"                                           | Seguro                                                   |                                                          |
| Show en vivo 6                                           | "Best of My Love"                                        | Seguro                                                   |                                                          |
| Show en vivo 7                                           | "Writing's on the Wall"                                  | Seguro                                                   |                                                          |
| Show en vivo 8                                           | "Secret Love Song, Pt. II"                               | Seguro                                                   |                                                          |
| Show en vivo 8                                           | "Alive"                                                  | Seguro                                                   |                                                          |
| Semifinal                                                | "Silent Night"                                           | Últimos dos                                              |                                                          |
| Semifinal                                                | "Say You Love Me"                                        | Últimos dos                                              |                                                          |
| Resultados de las semifinales                            | "Hurt" (canción duelo)                                   | Salvado por los jueces                                   |                                                          |
| Final                                                    | "Take Me Home"                                           | Seguro                                                   |                                                          |
| Final                                                    | "Purple Rain" (dúo con Nicole Scherzinger)               | Seguro                                                   |                                                          |
| Final                                                    | "Writing's on the Wall"                                  | Ganador                                                  |                                                          |
| Final                                                    | "One Day I'll Fly Away"                                  | Ganador                                                  |                                                          |
| Final                                                    | "When Christmas Comes Around"                            | Ganador                                                  |                                                          |

## Discografía

### Sencillos

#### Como artista principal
| Título                                              | Año  | Posiciones  | Posiciones | Posiciones | Posiciones | Certificaciones | Álbum |
| Título                                              | Año  | Reino Unido | FIN (DL)   | IRL        | ESC        | Certificaciones | Álbum |
| --------------------------------------------------- | ---- | ----------- | ---------- | ---------- | ---------- | --------------- | ----- |
| "When Christmas Comes Around"                       | 2016 | 3           | 14         | 28         | 2          | - BPI: Plata    |       |
| "Súbeme La Radio"(con Enrique Iglesias y Sean Paul) | 2017 | 16          | —          | 71         | 4          |                 |       |

#### Como artista destacado
| Título                                                            | Año  | Posiciones  | Posiciones | Posiciones | Posiciones | Álbum |
| Título                                                            | Año  | Reino Unido | FIN (DL)   | IRL        | ESC        | Álbum |
| ----------------------------------------------------------------- | ---- | ----------- | ---------- | ---------- | ---------- | ----- |
| "Bridge Over Troubled Water" (como parte de Artists for Grenfell) | 2017 | 1           | 25         | 25         | 1          |       |

## Giras
- The X Factor Live Tour (2017)